# Kodinar
Kodinar é uma cidade e um município no distrito de Junagadh, no estado indiano de Gujarat.

## Demografia
Segundo o censo de 2001, Kodinar tinha uma população de 32 606 habitantes. Os indivíduos do sexo masculino constituem 52% da população e os do sexo feminino 48%. Kodinar tem uma taxa de literacia de 67%, superior à média nacional de 59,5%: a literacia no sexo masculino é de 74% e no sexo feminino é de 59%. Em Kodinar, 15% da população está abaixo dos 6 anos de idade.

## Turismo
- Mul Dwarka
- Ambuja Temple
- Gopi Talav